# 佩特羅韋 (茲納緬卡區)
48°40′41″N 32°44′39″E / 48.67806°N 32.74417°E
佩特羅韋（烏克蘭語：Петрове），是烏克蘭中部的村莊，隸屬基洛夫格勒州的克羅皮夫尼茨基區。該村始建於1725年，面積3.12平方公里，海拔高度162米，2001年人口1,631，人口密度每平方公里522.4人。